# 르네 데카르트
르네 데카르트(프랑스어: René Descartes [ʁəne dekaʁt][*], 라틴어: Renatus Cartesius 레나투스 카르테시우스[*], 문화어: 르네 데까르뜨, 1596년 3월 31일 - 1650년 2월 11일)는 프랑스의 철학자, 수학자, 과학자, 근대 철학의 아버지, 해석기하학의 창시자로 불린다. 그는 합리론의 대표주자이며 본인의 대표 저서 《방법서설》에서 ‘나는 생각한다, 고로 존재한다.(Cogito ergo sum)’는 계몽사상의 '자율적이고 합리적인 주체'의 근본 원리를 처음으로 확립한 것으로 유명하다. 또한 데카르트는 신존재 증명을 한 유신론자였으며 평생 로마 가톨릭의 신앙을 지켰다. 하지만 그의 신앙은 일반적인 가톨릭 기독교 신앙과 달랐으며, 오히려 기계론적인 관점에서의 신 개념을 만들어 내어 이신론에 영향을 주었다.  
1606년 예수회가 운영하는 라 플레쉬 콜레주(Collège la Flèche)에 입학하여 1614년까지 8년간에 걸쳐 철저한 중세식 그리고 인본주의 교육을 받게 된다. 졸업 후 네덜란드로 갔다가 30년 전쟁 때 독일에 출정했다. 1626년부터 2년 동안 수학과 굴절광학을 연구하며 미완성 논문 <정신지도의 규칙>을 썼다. 1628년 말, 네덜란드로 돌아온 그는 다시 저술 활동에 몰두해 《세계론》(Traite du monde)을 프랑스어로 출판한다. 1637년에는 《방법서설》에 굴절광학, 기상학, 기하학의 세 가지 부분을 덧붙여 익명을 출판했다가 후에 프랑스어로 《방법서설》을 완성한다.
1644년 신플라톤주의와 스토아주의를 계승, 자신의 철학을 체계적으로 정리하여 라틴어로 《철학 원리》를 출판한다. 그 후 그는 여러 사람과 편지로 자기 생각을 전하곤 했는데, 보헤미아의 왕 프리드리히의 딸 팔츠의 엘리자베스에게 최고선에 관한 자기 생각들을 편지로 보낸 것들이 모여 1649년 출판된 그의 마지막 책, 《정념론》(Les passions de l'ame)이 된다. 1650년 2월 11일, 그는 폐렴에 걸려 54세의 나이로 세상을 떠났다.

## 생애

### 초기

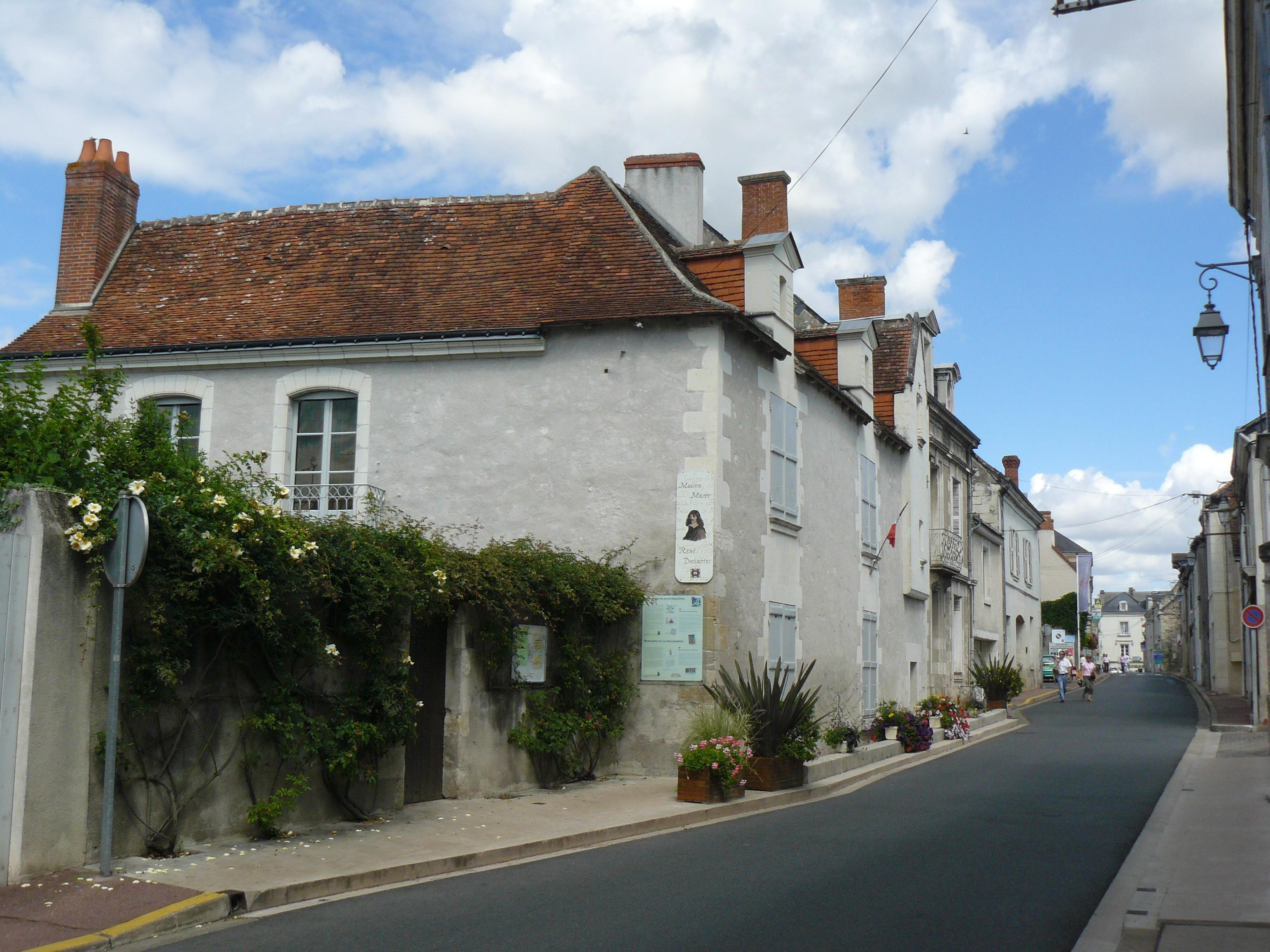
데카르트가 태어난 집.

데카르트는 1596년 3월 31일 투렌 지방(Touraine)의 투르 인근에 있는 소도시 라에의 법관 귀족 가문에서 태어났다. 그의 아버지는 브르타뉴 지역 렌의 시의원이었으며,:22 어머니는 그가 태어난 지 14달이 못 되어 세상을 떠났다. 이후 그는 외할머니 밑에서 자랐고, 어린 시절 몸이 무척 허약했다고 한다. 가톨릭 집안에서 자랐지만 그가 태어난 장소는 위그노 교세가 힘을 떨치던 푸아투 지방이었다.
그는 주변 사물에 대한 호기심이 강해 어려서부터 조용한 곳에서 골똘히 생각에 잠기는 버릇이 있었다. 그의 부친은 그에게 철학가 기질이 있음을 발견하고 ‘꼬마 철학가’었다. 부자의 관계는 그다지 좋지 않았는지 그는 스스로 형제 중에서 아버지가 가장 싫어하는 아이였다고 말한 바 있다. 그리고 형제들과도 살가운 정을 나누지 못했다. 이런 이유 때문인지 그는 자주 집을 떠나 혼자 여행을 다녔고 친구들에게 마음을 쏟았다. 어린 시절 가지고 놀던 장난감 중에서 사팔뜨기 인형을 제일 좋아했던 그는 커서도 유독 장애인들에게 호감을 보였다.
1607년 허약한 체질 탓에 조금은 늦은 나이로 예수회가 운영하는 라 플레쉬 콜레주(Collège la Flèche)에 입학한다. 데카르트는 여기서 수학 과학을 처음으로 배웠는데, 갈릴레오 갈릴레이의 이론도 배웠다.
데카르트의 선생님은 그를 똑똑하고 부지런하며, 품행이 단정하고, 내성적이지만 승부욕이 강하고, 수학에 특별한 재능이 있다고 평가했다. 그는 학교의 구시대적 교육방식에 불만을 참지 못하고 자신이 배운 교과서를 잡다한 지식의 쓰레기라고 비난을 퍼부었다.
1614년까지 8년간에 걸쳐 철저하게 중세식 그리고 인본주의 교육을 받았다. 5년간 라틴어, 수사학, 고전 작가 수업을 받았고 3년간 변증론에서 비롯하여 자연철학, 형이상학 그리고 윤리학을 포괄하는 철학 수업을 받았다. 그가 이 시기에 받은 교육은 후에 그의 저서 여기저기에 흔적을 남기게 되는데 특히 《방법서설》에 많은 영향을 끼쳤다.
데카르트는 라 플레쉬를 졸업하고서 아버지의 뜻을 따라 푸아티에 대학 법학과에 입학했다. 대학에서는 수학·자연 과학·법률학·스콜라 철학 등 배우고, 수학만이 명증한 지식이라고 생각하였다. 1616년 리상스(Licence)를 취득한다. 이후 그는 '세상이라는 커다란 책'에서 실질적인 지식을 얻고자 학교 밖으로 나갔고, 다시는 제도권 교육으로 돌아오지 않았다.
아버지는 데카르트 식견을 높이기 위해 1617년 그를 다시 파리로 보냈다. 그러나 그는 화려한 도시 생활에 별다른 흥미를 느끼지 못했다. 수학과 관련한 도박만이 그의 유일한 위안이었다. 1617년 어느 날 한가로이 길을 걷던 데카르트는 벽에 붙은 광고지를 발견했다. 호기심이 발동한 그는 무엇인지 확인하기 위해 광고지가 붙은 곳으로 다가갔다. 광고는 네덜란드어로 적혀 있어서 내용을 알 수 없었다. 그는 네덜란드어를 아는 사람에게 도움을 구하기 위해 주위를 둘러보았다. 마침 행인을 발견한 데카르트는 광고에 적힌 내용을 물었다. 뜻밖에도 그 사람은 네덜란드 대학교 교장이었고 데카르트에게 광고 내용을 설명해 주었다. 광고는 어려운 기하학 문제가 적혀 있었고 이 문제를 푸는 사람에게 사례하겠다는 내용이었다. 상황을 이해한 데카르트는 단 몇 시간 만에 문제를 풀었고 자신에게 수학적 재능이 있음을 발견했다.
졸업 후 지원병으로 입대하여 네덜란드에 갔으며, 30년 전쟁이 일어나자 독일에 출정하였다. 1619년 네덜란드를 여행하면서 첫 작품인 짧은 《음악 개론》(Compendium Musicae)을 썼다. 같은 해에 독일 바이에른의 막시밀리안 군대에 들어가기 위해 프랑크푸르트를 거쳐 여행한다. 입대 후 1619년 11월에는 백산 전투도 겪는다. 병영 침대에 누워 천장에 붙어있는 파리를 보고 파리의 위치를 나타내는 일반적인 방법을 찾으려고 애쓰다가 좌표계를 착안하기도 한다.
1619년 11월 10일에는 울름 근교 한 병영에서 자기 삶의 길을 밝혀 주는 꿈을 꾼다. 데카르트는 심각한 감기에 걸려 벽난로 안에서 문을 굳게 닫고 잠에 든다. 거기서 세 가지 꿈을 꾸고, 성령이 자신에게 새로운 철학의 영감을 주었다고 믿게 된다. 첫 번째 꿈에서 데카르트는 심한 바람이 부는 거리 한 모퉁이에 서 있었다. 그는 오른쪽 다리가 약하여 제대로 서 있을 수 없었는데 그 근처에는 바람에 흔들리지 않는 한 사람이 있어 데카르트 자신이 그 쪽으로 날아가 버렸다. 잠깐 눈을 떴다가 다시 잠에 빠져들었는데, 두 번째 꿈에서 그는 미신으로 흐려지지 않는 과학의 눈으로 무서운 폭풍을 지켜보고 있었다. 이 폭풍은 일단 그 정체가 폭로되고 난 후에는 그에게 아무런 해도 끼치지 못한다는 사실을 그는 깨달았다. 세 번째로 꿈을 꿀 때는, 테이블 위에 사전과 그 옆에 다른 책이 놓여 있는데 ‘나는 어떠한 생활을 보내야 할 것인가?’라는 글귀가 눈에 들어오며 낯선 사람이 그에게 다가와 ‘Quiet Non’(그는 이것을 인간의 지식과 학문의 ‘참과 거짓’이라 해석함)으로 시작하는 시를 보여주었다. 그는 세 번째 꿈에서 깨어난 후에 이미 꾼 꿈들의 의미를 생각하였는데 첫 번째 꿈은 과거의 오류에 대한 경고이며, 두 번째 꿈은 그를 사로잡은 진실의 정신이 내습한다는 것이고, 마지막 꿈은 모든 과학의 가치와 참된 지기에의 길을 열 것을 명령하는 것이라고 생각하였다. 이 중 두 번째 꿈은 현대의학적으로는 폭발머리증후군으로 이해된다.
그는 이미 이 꿈들을 꾸기 8개월 전 베크만에게 보낸 보고에 ‘앞으로는 기하학에서 발견해야 할 것은 거의 아무것도 남지 않을 것이다.’라고 자신의 계획을 공언하였다. 기하학과 대수학의 결합으로 두 개의 학문 영역을 하나의 학문으로 파악하는 데 성공한 데카르트는 더 나아가 모든 학문을 하나의 방법론으로 통합하려 하였다. 모든 문제는 동일하고 보편적인 ‘수학적’ 방법으로 해결할 수 있다는 생각이었다. 이 방법을 그는 '보편수학’이라고 불렀으며, 현대에는 해석기하학이라 불린다. 하지만 철학의 진술은 수학의 진술처럼 아주 기초적이고, 논리적이고, 엄격해야만 하는데 아직은 그러한 단계에 도달하지 못했다. 철학의 기초를 확립하기 위해서 우선 모든 것들에 대해 회의했다. 그럼으로써 모든 근본 중의 근본을 발견했다. 다시 말해서 그는 근대철학의 토대를 발견했으며, 이 토대 위에 하나의 새로운 철학의 체계를 세웠다. 곧 "나는 생각한다, 고로 나는 존재한다."의 사상에 도달한다.

### 학자로서의 삶

#### 프랑스
1620년 제대하고 프랑스에 귀환, 1626년부터 파리에서 수학·자연 과학, 특히 광학을 연구하였다. 1627년에 다시 종군한 후, 1628년 단편 <정신 지도의 법칙>을 집필, 자신의 방법론 체계를 세우려 하였다. 같은 해 겨울 연구와 사색의 자유를 찾아 네덜란드로 건너가 철학 연구에 몰두하였다. 《방법서설》, 《성찰》, 《철학의 원리》, 《정념론》 등은 네덜란드에 약 20년간 머물러 있는 동안에 저술한 것이다.

#### 네덜란드

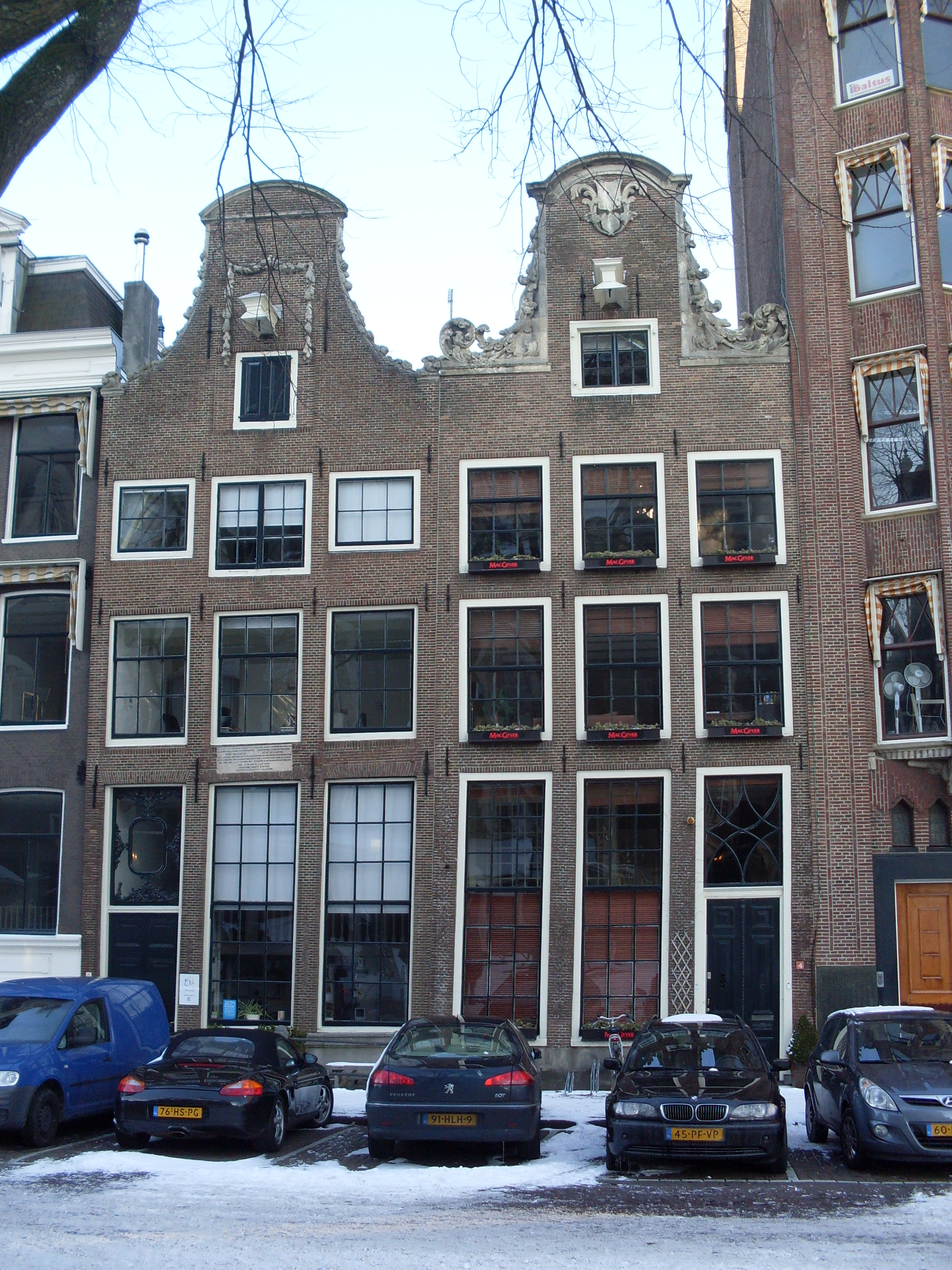
암스테르담에서 데카르트가 살았던 집 (좌측 건물).

1628년 겨울에 데카르트는 로마 가톨릭 교회의 영향 밑에 있는 프랑스를 떠나, 자유로운 학문 분위기가 지배적인 네덜란드로 이주했다. 네덜란드에서 암스테르담, 하아렘, 에그몬드 등의 도시로 여러 차례 주거지를 옮기면서 더러는 개인 교사로 혹은 은둔 학자로 생활을 했다. 이 시기 (1630년 - 1633년)에 자연과학에 관한 책 '《세계론》(Le Monde)을 집필한 것으로 여겨지며, 이 책에서 그는 코페르니쿠스와 갈릴레오 갈릴레이가 주장한 지동설을 바탕으로 세계에 관한 자신의 견해를 진술했다.
1637년부터 데카르트는 존재론과 인식론 문제에 몰두한 것으로 보이는데, 이 해에 《방법서설》을 출판했다. 존재론과 인식론에 관한 연구 결과는 1641년 《제1 철학에 관한 성찰》(Meditationes 후에 Meditationes de prima philosophia)이란 제목의 책으로 출판하게 된다.

### 사망
(left) The tomb of Descartes (middle, with detail of the inscription), in the Abbey of Saint-Germain-des-Prés, Paris; (right) memorial to Descartes, erected in the 1720s, in the Adolf Fredriks kyrka1649년 2월, 스웨덴의 여왕 크리스티나는 데카르트를 스웨덴 황궁으로 초대했다. “크리스티나는 학문에 대한 열정과 해박한 지식을 지녔다. 그녀는 여왕으로서 위대한 학자의 시간을 뺏을 권한을 지니고 있었다. 데카르트는 그녀에게 사랑에 관한 글을 써서 바쳤는데, 이것은 그때까지 그가 무시해왔던 제목이었다.” 여왕은 일주일에 세 번 그에게서 철학 강의를 들었는데 반드시 새벽 5시에 강의하도록 명했다. 데카르트는 그동안 아침에 늦게 일어나는 습관을 가지고 있었지만 여왕의 명에 따라 일주일에 3일은 한밤중에 일어나서 스웨덴의 찬 공기를 가르며 자신의 숙소에서 여왕의 서재로 찾아가야 했다. 1650년 2월 1일, 새벽 찬 바람을 맞은 데카르트는 감기에 걸렸고, 곧바로 폐렴으로 악화되었다. 데카르트는 1650년 2월 11일 스톡홀름에서 세상을 떠났다. 그의 유골은 1667년에 파리에 돌아왔고 주느비에브 뒤몽 성당에 안치되었다. 1799년 프랑스 정부는 그의 유해를 프랑스 역사관으로 옮겨 프랑스 역사상 위대한 인물들과 함께 모셨다. 1819년 이후 그의 유골은 다시 생 제르맹 데프레 성당에 안치되었다. 그의 묘비에는 이런 글이 적혀 있다. “데카르트, 유럽 르네상스 이후 인류를 위해 처음으로 이성의 권리를 쟁취하고 확보한 사람이다.”

## 사상
그는 학문 중에서 수학만이 확실한 것으로 철학도 수학과 같이 분명하고 명확히 드러나는 진리를 출발점으로 해야 한다고 생각하였다. 그로 인해 그는 기존의 모든 지식을 의심하였는데, 그렇지만 최후의 의심할 수 없는 명제, "나는 생각한다. 고로 존재한다"에 도달, 이것이 철학의 근본 기초라고 설명하였다. 그 기계적 우주관은 18세기 프랑스의 유물론에 영향을 주었다. 그는 '근대 철학의 아버지'라고 불리며, 수학에 있어서는 해석 기하학을 창시하여 근대 수학의 길을 열어놓았다.
데카르트는 수학자로서도 유명하지만 철학자로의 삶도 살았다. 데카르트는 가장 확실하고 의심할 여지가 없는 진리를 찾으려 했다. 그래서 택한 방법이 진리가 아닌 것들을 소거하는 것인데, 그 방법은 저서 《방법서설》에 잘 나타나 있다. 데카르트는 확실한 진리를 찾으려 불확실하다고 생각하는 감각도 배제 했는데, 이는 감각도 반드시 맞는 것이라고 확신할 수 없기 때문이다. 그리하여 도달한 결론이 "나는 생각한다, 고로 존재한다."이다. 이 결론에 도달한 것은 《방법서설》에도 잘 나타나 있다. 전능한 악마가 인간을 속이려 한다고 해도, 악마가 속이려면 생각하는 자신이 필요하다는 것이다.(이는 《제일철학을 위한 성찰》에도 나와있다.) 이 명제는 근대 철학을 대표하는 명제이며, 데카르트 이후 근대 철학은 이 명제에 절대적인 영향을 받았다. 특히 데카르트가 사용한 관념이라는 개념은 칸트와 같은 철학자에도 큰 영향을 미쳤다.
데카르트는 본유관념과 인위관념, 외래관념을 분리하였다. 여기서 외래관념은 밖에서 오는 관념을 말하고 인위관념은 자신의 의지에 따라 만들어 내는 것을 말하며, 본유관념은 태어나면서부터 존재하는 관념을 말한다. 본유관념은 '삼각형의 꼭짓점은 세개이다.', '정육면체의 면은 여섯개이다.', '유클리드 기하학에서 두 평행선은 서로 만나지 않는다.' 와 같은 것으로, 언제나 확실하게 참인 것으로 판단되는 것을 말한다. 덧붙여 데카르트는 신의 관념도 확실한 것으로 보았다. 그는 존재론적 증명을 통하여 신이 있음을 증명하였다. 그러나 이러한 존재론적 증명은 나중에 칸트의 비판을 받았다.
데카르트는 주체와 대상을 일치시키려 실체를 두 부분으로 나누었다. 바로 연장과 사유이다. 연장은 구체적인 부피와 같은 공간을 차지하는 실체를 말하고, 사유는 연장과 달리 부피와 같은 것이 없는 실체를 말한다. 데카르트는 인간을 연장과 사유가 함께 있는 것으로 보았다. 여기서 사유는 몸을 제어시키는 것으로 보았다. 또한 몸과 사유를 이어주는 부분을 송과선으로 보았는데, 데카르트 이후 철학자들은 이 송과선을 몸으로 볼 것인지, 아닌지에 대해서 논란을 벌이기도 했다.

## 업적

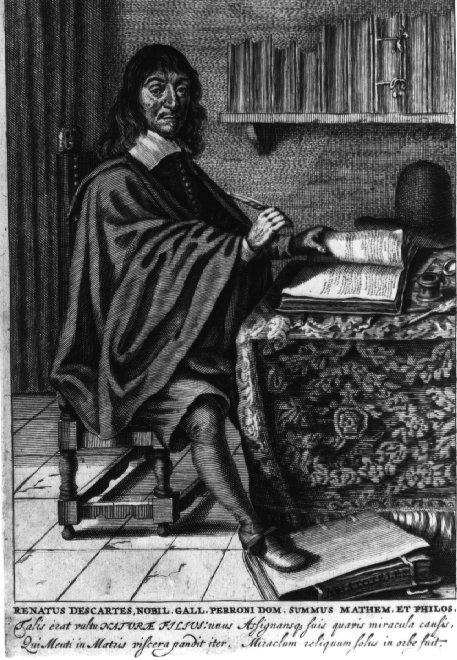
업무를 보는 모습

르네 데카르트는 근대사상의 기본 틀을 처음으로 확립함으로써 근대철학의 시조로 일컬어진다. 그는 정신과 물질, 육체와 정신을 분리하는 이원론을 주장하였는데, 이는 과학적 자연관과 정신의 형이상학을 연결지어 세상을 몰가치적이고 합리적으로 보는 태도와 정신의 내면성을 강조하였다. 대륙철학의 합리주의의 근본이 된 그의 회의론은 다양한 해석으로 받아들여지고 있다. 그 중 가장 유명한 것은 '의심이 가능한 모든 믿음을 제외함으로써 기본적인 신념만을 남기는 것을 목표로 한다'는 것이었다. 그는 수학을 이러한 의심의 여지가 없는 기본 신념으로 여겨 철학을 포함한 모든 진리를 수학적인 원리로 해석하기 위해 노력했다. 또한 그는 철학 뿐만 아니라 수학, 과학적인 업적도 이룩하였다. 1625년부터 파리에 거주하며 광학을 연구한 끝에 빛의 굴절의 법칙을 발견하였다. 1637년 《방법서설》 및 이를 서론으로 하는 《굴절광학》, 《기상학》, 《기하학》의 세 시론을 출간하였다. 수학자로서의 그는 직교 좌표계를 만들어 해석기하학의 창시자로 알려졌으며 방정식의 미지수에 최초로 {\displaystyle x}를 사용했다. 그 뿐 아니라 그는 거듭제곱을 표현하기 위한 지수의 사용 등을 발명했다. 데카르트는 다양한 여러 상황에서 적용될 수 있는 보편적인 수학을 만든 혁명적인 수학자이며 동시에 고대 그리스 과학을 모두 집대성한 철학자이자 과학자이다. 그의 보편적인 수학은 본인이 예견했듯이 광학, 천문학, 기상학, 음향학, 화학, 건축학, 물리학, 회계 등에 다양하게 응용되었으며 본인이 미처 예견하지 못했던 분야인 전기학, 인공두뇌학, 미생물학, 유전학, 경제학 등에도 응용되고 있다. 데카르트는 "나는 생각한다. 고로 존재한다"는 말로 자신의 존재를 입증하며 이 절대적인 진리를 이용해 구성요소의 진리값을 이용한 다른 진술을 증명하는 법을 개발했다. 그는 과학을 대하는 데에 있어 크기, 모양, 운동 등의 경험적인 양에 집중하고자 했다. 아리스토텔레스의 "자연은 진공을 싫어한다."는 이론에 따라 진공의 개념을 받아들이지는 않았으나 세 가지 물질의 연장이 곧 공간을 이루고 있다고 설명했다. 르네 데카르트의 글과 방법론을 곁들인 데카르트적 회의는 서양철학의 특징적인 방법 중의 하나가 되었다. 데카르트의 철학에 관한 부분은 뒤에서 다루기로 한다.

### 수학적 업적

데카르트가 발명한 직교좌표계. x, y라는 문자 역시 그가 처음 사용했다.

르네 데카르트의 가장 큰 업적 중 하나는 해석기하학의 창시이다. 특히 그가 고안한 직교좌표계는 이전까지 독립적으로 다루어졌던 대수론과 기하학을 체계적으로 융합시켜 자신 이후의 뉴턴역학을 비롯한 근대 수학과 과학의 발전에 바탕이 되었다. 데카르트의 직교좌표계는 당시까지 지배적이었던 유클리드의 기하학적 공간을 대체하였고, 이는 아인슈타인이 새로운 공간 개념을 도입할 때까지 계속 사용되었다. 《방법서설》(Discourse on Method)에 포함된 소논문 《La Géométrie》(1637)은 수학의 역사에 큰 공헌을 했다. 논문에서 그는 곡선에 대수 방정식을 부여하는 방법을 발견해, 모든 원추곡선을 단 한 종류의 2차 방정식으로 표시하는 데에 성공하고 그를 제시함으로써 과학과 수학을 연결하는 중요한 연결고리를 만들었다. 또한 그는 숫자(밑) 위에 작은 숫자(지수)를 씀으로써 거듭제곱을 간단하게 표현하는 방식을 생각해냈다. 그의 수학적 업적은 라이프니츠가 제안하고 뉴턴이 발전시킨 미적분학의 근간을 이루었다. "실계수의 n차방정식의 양의 실근의 개수는 다항식 {\displaystyle f(x)}의 실수의 열사이에서 일어나는 부호변화의 수와 같거나 그 수보다 짝수 개만큼 적다."는 데카르트의 부호법칙은 다항식의 근의 개수를 구하는 데에 유용하게 사용된다. 방정식의 미지수에 처음으로 {\displaystyle x}를 사용한 것도 르네 데카르트의 업적이다. 1618년 르네 데카르트는 네덜란드로 여행을 떠나 이삭 베크만을 조우했으며, 그에게 많은 문제에 수학을 적용하는 방법을 보여주었다. 그는 수학이 어떻게 류트의 음정을 맞추는 데에 정확하게 응용될 수 있는지와 무거운 물체가 물 속에 들어갔을 때 수면의 높이 변화를 나타내는 대수적인 공식을 제안했다. 또한 진공 상태에서 물체가 낙하할 때 임의의 시간에서 그 물체가 가속하는 속도를 예측하는 방법과 어떻게 회전하는 팽이가 똑바로 서있으며 이를 통해 인간이 공중에 뜰 수 있는 방법을 이야기했다. 베크만의 일기를 통해 1618년 말까지 데카르트가 이미 기하학적인 문제를 해결하는 대수 방정식의 적용을 여러 방면에 응용했다는 것을 알 수 있다. 르네 데카르트는 수학을 "불연속적인 양의 과학"으로, 기하학을 "연속적인 양의 과학"으로 보았으나 그 둘 간의 장벽은 해석기하학이 창시됨에 따라 허물어졌다. 그는 산술과 대수학은 그저 숫자의 과학이 아니라 무리수의 사용을 정의하고 새로운 수학의 가능성을 연 명제의 과학이라는 것을 깨달았다. 《방법서설(정신지도를 위한 규칙들)》을 통해 그는 수학과 모든 과학은 상호관계적이며 둘을 따로 생각하는 것보다 전체적으로 다루는 것이 쉽다고 주장했다.

### 과학적 업적
과학자로서의 르네 데카르트는 물리학 분야에 큰 공헌을 했다. 10살 때, 라 플레슈(La Fleche)의 학교에 입학해 논리학, 윤리학, 물리학과 형이상학, 유클리드 기하학과 새로운 대수학 및 갈릴레이의 망원경에 의한 최신 업적에 이르기까지의 훌륭한 교육을 받으며 과학자로서의 초석을 다졌다. 1618년 르네는 군에 자원 입대하여 장교로서 복무하였는데, 이 때 그의 과학적 흥미는 탄도학, 음향학, 투시법, 군사기술, 항해술 등까지 발전시켰다. 그 해 겨울 아마추어 과학자이자 당시 수학의 지도자였던 이삭 베크만을 처음 만나 다시 이론적인 문제와 물리학에 흥미를 가진 이후 몇 년간 물리학분야에 있어 빛의 원리, 공학, 자유낙하 등에 관련된 여러 문제들을 해결했다. 특히 그가 빛의 원리에 대해 관심을 가지게 된 것은 빛을 중요시하던 스토아 학파의 영향을 받은 점도 있다(사실 이는 당대 수학자나 과학자들의 공통적인 경향이기도 했다.) 그는 문제를 해결하는 방식에 있어 이론적 전개 방식을 사용하였는데, 이는 가장 작은 수의 원리로부터 출발하여 이미 알려져 있는 모든 사실을 설명하고, 더구나 새로운 사실의 발견으로까지 이끌어 내는 방식이다. "스넬의 법칙"이라고도 불리는 그의 굴절의 법칙이 이 때 발견되었으며, 그는 자신의 저서 《굴절광학》에서 독자적으로 증명한 "굴절의 법칙"을 언급하는 한편, 시력에 관한 다양한 연구 내용을 설명했다. 여기서 그는 굴절의 법칙에 대해 서술할 때 자신이 고안한 직교좌표계를 활용하여 법칙을 증명하기도 했다. 그는 《천체론(Le monde)》를 통해 코페르니쿠스와 갈릴레이가 주장한 지동설을 바탕으로 하는 세계에 관한 자신의 견해를 밝혔다. 후일 뉴턴에 의해 거부된 그의 와류이론에 의하면 에테르의 미소한 입자들이 혹성이나 태양 주위에 거대한 회전흐름, 즉 소용돌이 속에 떠 있는 어린이의 보트와 같이, 이 태양의 소용돌이 속으로 운반되고, 달도 마찬가지로 지구의 주위로 운반된다는 것이다. 르네 데카르트의 물리학은 Clifford Truesdell로부터 "데카르트의 물리학은 현대적 의미의 시초이다."(Truesdell 1984,6)라는 평을 들었다. 데카르트는 사물의 본질을 외연(extension)으로 보았다. 사물에 체계적 의심을 적용해 그것의 감각적 특징들을 지워 나간다면 마지막에 남는 것은 공간의 일부를 채우고 있는 무색, 무미, 무취의 어떠한 것이라고 보았다. 그의 공간은 물질로 꽉 차있는 플레넘(plenum)으로, 불의 원소, 공기의 원소, 흙의 원소의 세 종류의 물질로 채워져 있다. 다른 어떠한 감각적 속성이 없이도 크기, 모양, 운동 등으로만 물질을 정의해 차가움, 뜨거움, 습함 등의 질적인 개념을 끌어낼 수 있을 것이라 믿은 데카르트는 플래넘을 구성하는 작은 원소들의 충돌이 자연의 크고 작은 변화들을 일으킨다고 보았다. 또한 데카르트는 그의 책에서 눈에 대한 해부학적 구조를 설명하며 빛이나 외부 이미지가 동공과 내부 유리체를 거쳐 굴절되고 상이 뒤집혀 망막에 맺히고 시신경을 통해 자극이 전달되는 과정 뿐 아니라 눈이 얼마나 상을 최대화하고 또렷하게 인식하는가에 대한 과정을 현미경과 망원경의 개념에까지 확대시켰다. 책의 마지막 장에서는 렌즈 깎는 법을 설명하며 망원경과 현미경의 유용성을 언급했다. 또한 생물학 분야에서의 르네 데카르트는 윌리암, 하베이와 나란히 근대 생리학의 아버지라 불린다. 그는 전생리학의 기초가 되는 대가적 가설을 도입했다. 다양한 동물의 머리를 해부해보며 상상력과 기억이 위치하는 곳을 찾기 위한 연구를 했으며, 네덜란드에 머무른 기간 동안 많은 시간을 들여 인체를 해부했다. 데카르트는 가설적 모델 방법을 통해 육체 전체를 일종의 기계로 간주해 눈의 깜빡임과 같은 자율적인 동작 현상과 보행과 같은 복합 동작에 있어 많은 관찰과 다양한 기계론적 설명을 내세웠다. 이러한 모든 동작과 운동을 기계론적으로 설명하는 그의 방식은 근대적 생리학에 강력한 영향력을 발휘했다. 결국 그는 자연에서 영혼을 제거시켜 중세적 자연관을 밀어내고 기계적 세계관을 정당화함으로써 자연계의 만물을 물체의 위치와 운동으로 설명 가능한 것으로 만드는 데에 막대한 기여를 했다.

## 철학

### 데카르트의 방법적 회의
데카르트적 회의는 르네 데카르트의 글과 방법론이 곁들여진 방법론적 회의이다. 데카르트적 회의는 자신이 믿는 바의 진실성 여부에 대해서 의심하는 체계적인 방법으로 철학의 특징적인 방법이 되었다. 이 의심의 방법은 절대적인 진실로서 받아들일 수 있는 것을 찾기 위해 자신의 모든 믿음을 의심한 르네 데카르트에 의해 서양 철학에 대중화되었다.

#### 특성
데카르트적 회의는 방법론적이다. 데카르트적 회의의 목적은 의심할 수 없는 것을 찾는 것으로서 의심을 절대적인 진리를 찾는 수단으로 이용하는 것이다. 특히나 경험적 정보의 오류 가능성은 데카르트적 회의의 대상이 된다.
데카르트 회의론의 목적에 관해서는 여러 가지 해석이 있다. 이 중 가장 저명한 것은 토대주의자들의 주장으로 데카르트의 회의론은 의심이 가능한 모든 믿음을 제외하는 것으로서 기본적인 신념만을 남기는 것을 목표로 한다는 것이다. 이러한 의심할 여지가 없는 기본 신념으로부터 데카르트는 다음 지식을 파생하려고 시도한다. 그는 지식을 상대적인 관점으로 바라보는 것이 아니라 절대적인 진리를 토대로 쌓아갔다. 이는 대륙철학의 합리주의를 축약시켜 보여주는 원형적이고 중요한 예시이다.

#### 기법
데카르트적 회의는(4개의 과학적인 단계로 나눌 수 있다. 첫째, 사실이라고 아는 정보를 받아들이는 것. 둘째, 이 사실들을 더 작은 단위로 나누는 것. 셋째, 간단한 문제들을 먼저 해결하는 것. 넷째, 더 확장된 문제들의 완전한 목록을 만드는 것. ) 의심을 과대하게 하는 것이므로 의심의 경향성을 가진다고 한다. (데카르트의 기준으로의 지식은 단순히 합리적인 것 아닌 가능한 모든 의심을 넘어선 것을 말한다. ) 그의 성찰(1641)에서 데카르트는 의심할 수 없는 절대적인 진리로만 이루어진 믿음체계를 처음부터 끝까지 철저하게 만들기 위하여 자신의 모든 믿음의 진실 여부를 의심하기에 이르렀다.

#### 데카르트의 방법
데카르트적 회의의 원조인 르네 데카르트는 모든 신념, 아이디어, 생각, 중요성을 의심에 두었다. 그는 어떠한 지식에 대한 그의 근거나 추리 또한 거짓일 수도 있다는 것을 보여주었다. 지식의 초기 상태인 감각적 경험은 잘못되었을 확률이 높기 때문에 의심되어야 한다. 예를 들어, 어느 사람이 보는 것은 환각일 수도 있다. 그가 보는 것이 환각이 될 수 없다는 것을 증명할 수 있는 것이 없다. 즉, 만약, 어떠한 신념이 논박될 수 있는 방법이 하나라도 존재한다면, 이의 진실 여부에 대한 근거가 불충분한 것이다. 이 것으로부터 데카르트는 꿈과 악마라는 두 가지 주장을 제안했다.
데카르트는 인간은 자신이 깨어있다는 것을 믿는 다는 것을 가정했을 때, 우리가 꿈을 꿀 때 믿기 어려운 와중에 현실 같을 경우가 있다는 것을 알고 있었다. 깨어있을 때의 경험과 꿈을 꿀 때의 경험을 구별할 수 있는 충분한 근거가 없다. 데카르트는 우리가 꿈이라는 생각들을 만들어낼 수 있는 세계에 산다는 것을 인정했다. 하지만, 성찰(1641)의 끝에 가서는 적어도 회상을 할 때에는 꿈과 현실을 구분할 수 있다고 결론을 내렸다.
데카르트는 우리가 경험하는 것이 악의적 천재에 의해 조정 당하고 있는 것일 수 있다고 생각했다. 이 천재는 똑똑하고 강하며 남을 잘 속인다. 데카르트는 그가 우리가 살고 있다고 생각하는 허울적인 세상을 만들었을 수도 있다고 생각했다.
성찰(1641)에서 데카르트는 한 사람이 미쳤었다면, 그 광기가 그 사람이 옳다고 생각했던 것이 자신의 정신이 자신을 속이는 것일 수도 있다고 생각하게 된다고 하였다. 그는 또한 우리가 올바른 판단을 내리는 것으로부터 막는 어떤 강력하고 교활한 악마가 존재할 수 도 있다고 했다.
데카르트는 그의 모든 감각들이 거짓말을 할 때, 한 사람의 감각이 그 사람을 쉽게 속일 수 있기 때문에 그 생각을 자신에게 거짓말 할 이유가 없는 강력한 존재가 심어두었으며 그의 강력한 존재에 대한 생각은 사실일 수 밖에 없다고 생각하였다.

#### 코기토 에르고 숨
자신의 존재조차도 의심의 방법을 적용하여 의심하는 것이 ”Cogito ergo sum”(코기토 에르고 숨, "나는 생각한다, 고로 존재한다.")란 말을 탄생시켰다. 데카르트는 자신의 존재를 의심하려고 했지만, 존재하지 않는 다면 의심할 수 없기 때문에 그가 의심을 하고 있다는 사실이 그의 존재를 증명하는 것이라는 것을 깨달았다.

### 합리론
인식론에서 합리주의란 사실의 기준이 감각이 아닌 지적이고 연역적인 것이다.
이 방법을 강조하는 정도에 따라 서로 다른 관점의 합리주의자들이 있다. 추리력이 지식을 얻는 다른 방법들보다 우선적이라는 온건한 위치부터 추리가 지식을 얻는 유일한 방법이라는 극단적인 위치까지 존재한다. 근대 이전의 합리주의는 철학과 같은 것을 의미했다.

#### 배경
계몽운동 이후로, 합리론은 데카르트, 라이프니츠, 스피노자에서와 같이 수학적인 방법을 철학에서 사용하기 시작한다. 합리주의는 영국에서 경험주의가 우세했던 것과는 달리 유럽의 대륙 쪽에서 우세했기 때문에 대륙 합리주의라고도 불린다. 합리주의는 경험주의와 자주 대조된다. 하지만, 어떤 사람이 합리주의를 믿으며 동시에 경험주의를 믿을 수 있다는 점만을 봐도 아주 넓게 보았을 때 이 두 관점은 서로를 완전히 배제하지 않는다는 것을 알 수 있다. 극단적인 경험주의자는 모든 생각이 외적인 감각이던 내적인 감정이던 경험을 통해 얻는다는 관점을 갖는다. 따라서 지식은 본질적으로 경험으로부터 유추되거나 경험을 통해 직접 얻는다는 입장이다. 경험주의와 합리주의에 있어서 논점이 되는 것은 인간의 지식의 근본과 우리가 알고 있다고 생각하는 것을 증명하는 적절한 방법이다. 합리주의의 몇 부류의 지지자들은 기하학의 자명된 이치와 같은 근본적이고 기초적인 원칙들로부터 나머지 모든 지식들을 연역적으로 유추할 수 있다고 주장한다. 이 관점을 가졌던 철학자들로는 스피노자와 라이프니츠를 들 수 있다. 이 둘은 데카르트에 의해 제기 되었던 인식론 상의 근본 원리에 대한 문제들을 해결하려고 시도하는 것으로 합리주의의 근본적인 접근의 발전을 가져왔다. 스피노자와 라이프니츠 둘 다 원칙적으로는 과학적 지식을 포함한 모든 지식이 추론만을 통해 얻을 수 있다고 주장했지만, 수학을 제외한 영역에서는 인간에게 실질적으로 불가능하다는 것을 관찰했다. 합리주의자와 경험주의자의 구별은 나중에 일어난 일로 그 시기의 철학자들은 알지 못했다. 그 구별 또한 애매하여 대표적인 세 합리주의자들은 경험주의에 있어서도 중요하게 평가된다. 또한, 많은 경험주의자들이 스피노자와 라이프니츠보다 데카르트의 방법론에 가까웠다.

#### 합리주의와 데카르트
데카르트는 불변의 사실들에 대한 지식들만 추리를 통해서만 도달할 수 있다고 생각했다. 다른 지식들은 과학적 방법의 도움을 받아 경험을 필요로 한다고 생각했다. 그는 또한 꿈이 감각적 경험과 같이 생생하게 느껴지지만, 이러한 꿈들은 사람에게 지식을 제공할 수는 없다고 했다. 또한, 자각하고 있는 감각적 경험은 환각이 원인이 될 수도 있기 때문에 감각적 경험 자체가 의심의 여지가 있다고 했다. 그 결과로 데카르트는 사실을 찾기 위해서는 현실의 모든 믿음을 의심해야 한다는 것을 연역적으로 얻어내었다. 그는 이러한 믿음을 방법서설, 제1 철학에 관한 성찰과 철학원에 실었다. 데카르트는 지적으로 인정되지 않은 것은 지식으로 분류하지 않는 방법을 통해 사실을 찾아내는 방법을 발전시켰다. 이러한 방법을 통해 얻어낸 사실들은 데카르트에 의하면 어떠한 감각적 경험을 필요로 하지 않았다. 추론을 통해 얻어낸 사실은 직관적으로 알 수 있는 작은 요소들로 나뉘어 연역적인 방법을 통해 현실에 대한 명백한 사실들에 도달할 것이다. 따라서 데카르트는 그의 방법의 결과로 추론은 지식을 결정짓는 유일한 방법이며 이 방법은 감각의 도움 없이 행해질 수 있다고 주장했다. 코기토 에르고 숨은 어떠한 경험의 간섭도 받지 않은 결론이다. 이는 데카르트에게 있어서 반박할 수 없는 논리로서 다른 모든 지식을 쌓을 수 있는 토대가 되었다.

### 이원론
“나는 생각한다, 그러므로 나는 존재한다.”이라는 명제는 그의 형이상학의 제일원리인 동시에, 견실한 과학에 도달하기 위한 제일 원리였다. 데카르트는 기존의 사상에 반동적이었으며 과학에서 발견된 사실을 철학적인 세계관에 옮기려고 시도하였다. 그는 갈릴레오의 기하학적 물리학에 큰 영향을 받았으나, 데카르트가 보기에 그것은 엄밀성이 부족했다. 감각에 기초한 물질 세계의 개념과 좀더 엄격한 수학적인 물질세계의 개념을 구별하는 가운데, 데카르트는 후자가 더 객관적인 것이라는 입장을 취하였다. 그에게 있어서 물질 세계를 지각하는 감각적 경험은 주관적이며 자주 착각을 일으키고 외부세계와 동일한지 알 수 없기 때문에 회의의 대상이 되었다.
그의 목표는 주관을 넘어서 객관적 지식을 확보할 수 있는가에 있었다. 따라서 그가 취하는 입장은 감각적 경험이 아닌 이성관념으로, 이는 선험적으로 우리에게 주어지는 것이었다. 데카르트는 자신에게 주어진 선험적 관념에 따라, 실체를 정신적인 것과 물질적인 것 두 가지로 구분했다. 왜냐하면 정신과 육체는 명확하고 명료한 속성들의 전적으로 구별되는 두 조합을 통해 이해될 수 있기 때문이었다.
그에게 있어서 정신적인 실체의 본성은 '사유하는 것(res cogitans)'이며 물질적인 실체의 본성은 '연장된 것(res extensa)'였다. 먼저 정신은 연장적인 특징이 없고 불가분적이므로, 연장을 지니고 있는 물질과는 판명하게 구분된다. 데카르트는 육체 없이도 존재하는 나를 상상할 수 있다고 하면서, 정신을 물질과는 분리되어 생각할 수 있는 또 하나의 실체로 본 것이다. 이러한 정신은 좁은 의미에서는 순수한 지성(수학, 철학을 탐구하는)을 뜻하며 넓은 의미에서는 상상 작용, 감각 작용이 속한다. 감각 작용 신체에서 온 감각인 내부 감각과 외부사물로부터 비롯된 외부 감각으로 나뉜다. 내부감각은 다시 어디에서 오는지 위치를 알 수 있는 고통, 배고픔, 목마름과 같은 관념과 위치를 알 수 없는 분노, 슬픔과 같은 정념으로 나뉜다. 이 신체들의 내부감각은 정신을 속여 가짜의지를 생성해서 신체를 움직이게 한다. 그에게 있어 정신은 인간적인 것이 아니라 무한한 것이며, 제한 되어있지만 신과 동일한 유형의 능력을 지니고 있는 것이다. 이에 따라 정신적인지 판단하는 기준은 신이었으며, 이런 배경으로 인해 순수하게 지적인 능력인 상상력이나 감각 지각과 같이 육체를 전제로 하는 능력과 구분된다고 생각하였다.
한편 데카르트에게 있어서 물질(육체)은 연장을 가지고 있으며, 기하학적 공간에 위치하기 때문에, 섞여있거나 겹치지 않는다. 또한 기하학의 원리에 따라 무한 분할이 가능하며 이러한 모든 물체의 위치와 공간은 기하학적 공간에서 좌표화 가능한 것이다. 데카르트의 이러한 공간 개념에 있어서 빈 공간은 존재하지 않으며, 항상 물질에 의해 점유되어 있는 것으로서 운동은 연쇄적으로 각 물질의 위치가 바뀌는 것을 의미하는 것이다.
데카르트에게 있어 관념들 자체는 사물의 본성이 아니라 그와 유사한 것으로 각 관념들은 물체를 특수한 방식으로 그려낸다. 또한 정신과 육체는 섞여있는 것이다. 과거 플라톤의 정신과 신체는 선원과 배의 관계로 한쪽이 다른 한쪽을 지배하는 것이었으나, 데카르트는 이 둘이 밀접하게 연관되어 있다고 한다. 이에 대해 데카르트는 송과선이라는 솔방울 모양의 샘을 통해 설명하려 한다. 육체가 신경선으로 동물정기라는 기체화된 혈액을 자극하면 인과적으로 감각적 내용이 송과선을 통해 정신에게 전달된다는 것이다. 데카르트는 이러한 설명에 대해 기계적인 방식으로 ‘자연에 의해 확립되었다’라는 주장을 한다.

## 데카르트 사상과의 대립

### 아이작 뉴턴
과학혁명 이전의 자연관은 지금과는 완전히 달랐다. 자석들은 왜 서로 잡아당기거나 밀어낼까? 상처에 약을 바르면 왜 나을까? 이런 질문에 대해서 르네상스 자연주의에서는 자연을 살아있는 신비한 생명체로 파악하며, 자석의 N극과 S극이 서로 잡아당기는 이유는 서로가 공감을 하기 때문이고, N극과 N극이 밀치는 이유는 서로 반감을 가지고 있기 때문이라고 설명했다. 식물이 성장하고, 동물이 스스로 자각해서 움직이는 모든 운동의 원리를 영혼으로 보았다. 이렇게 자연을 마치 생명과 감정이 있는 인간처럼 여기는 르네상스 자연주의는 신비주의적인 성격을 띠게 되었고, 자연에 대한 합리적인 설명을 추구할 동기로 부여하지 못했다. 하지만 근대 과학은 자연에서 신비로움을 제거해 버렸다. 자연은 객관적 실체로 이루어져 있고, 수학적 법칙에 의해서 설명할 수 있으며, 자연에서 일어나는 모든 운동은 외적인 요인에 의해서 이루어진다는 신념을 가져다 주었다. 이런 근대 과학의 출발점이 된 것이 바로 데카르트와 아이작 뉴턴이다.
데카르트는 "기계적 철학(mechanical philosophy)"을 제시하며, 우리가 세상을 보는 방식을 새롭게 규정했다. 기계적 철학은 자연이 눈에 보이지 않는 미세한 물질로 이루어져 있으며, 자연 현상이란 이런 물질들의 운동에 의해서 일어난다고 전제하고, 각종 자연 현상들을 미세한 물질들의 직선 운동과의 충돌로 설명했다. 앞에서 르네상스 자연주의자들이 자석을 공감, 반감을 이용해서 설명했던 것에 비해서, 데카르트의 기계적 철학에서는 입자와 운동이라는 개념을 이용해서 설명하고 있다. 즉, 자석에는 눈에 보이지 않는 아주 작은 구멍들이 있고, 자석 주변에는 눈에 보이지 않는 작은 나사들이 배열되어 있어서 자석의 구멍을 통해서 작은 나사들이 통과하는데, 나사들의 운동 방향에 따라서 자석은 서로 끌리기도 하고, 서로 밀어내기도 한다는 것이다. 르네상스 자연주의에서 자석은 외부에서 특별히 힘이 작용하지 않아도 스스로 움직이는 매우 신비로운 존재로 여겨졌지만, 기계적 철학의 눈으로 본 자석은 신비로움을 잃었다. 이렇게 데카르트는 자연을 합리적이고 명쾌하게 이해가 가능한 대상으로 만들었다.
기계적 철학에서는 생명체와 비생명체의 구분조차 불필요했다. 데카르트에게 자연은 단지 기계에 불과했으며, 그 자체의 목적이나 생명은 존재하지 않았다. 그는 이렇게 자연에서 영혼을 제거시켜서, 중세적 자연관을 밀어내고 기계적 세계관을 정당화했다. 이로써 자연은 기계적 법칙에 따라 움직이며, 자연계의 만물은 물체의 위치와 운동으로 설명 가능한 것이 되어버렸다. 이렇게 데카르트는 17세기 과학혁명의 기본 구조를 만들어냈지만, "자연은 정확한 수학적 법칙에 의해 지배되는 완전한 기계"라는 그의 생각은 일생동안 하나의 가설로 남아있어야 했다.
데카르트의 꿈을 실현시키고, 과학혁명을 완성한 사람은 아이작 뉴턴이었다. 데카르트의 기계적 철학에서 "운동"이라는 개념을 이어받아, 뉴턴도 자연 현상의 기본을 운동으로 이해했다. 하지만 운동을 표현하는 방식에서는 데카르트보다 한 걸음 더 나아가서, 입자의 운동에 수학적 성격을 합친 "힘"이라는 개념을 가져와, 운동을 정량적으로 분석했다. 다시 말해서 "힘"을 운동의 원인으로 설정하여, 힘의 수학적인 표현을 찾아내고, 거기서부터 가속도, 속도, 물체의 움직이는 궤적 등을 계산하는 역학의 방법을 정식화했다.
뉴턴은 결국 데카르트를 뛰어넘지만, 가장 근본적인 부분에서는 데카르트와 공유하는 부분이 많았다. 복잡한 자연을 단순하게 분해해서 이해하는 방식이나, 운동에서 자연 현상의 근원을 찾고, 그 운동을 수학적인 언어로 풀어내려고 했던 점 등은 두 사람 모두에게서 발견되는 경향이다.
17세기 말에서 18세기까지 "프랑스의 데카르트와 영국의 뉴턴 중 누가 옳았는가" 하는 문제가 양국 과학자들의 관심사로 떠오르면서 두 사람의 공통점보다 차이점이 더 많이 부각되어 왔지만, 사실 두 사람은 차이점보다 공유하는 것이 더 많았던 사람들이다. 어떻게 보면, 두 사람을 그렇게 항목별로 비교할 수 있다는 점 자체가 역설적으로 두 사람이 공통의 관심사를 가지고 있었다는 것을 반증하는 것일 수도 있다.
우리에게 있어서 데카르트와 뉴턴의 가장 큰 공통점은 우리가 자연 세계를 바라보는 방식을 새롭게 규정했다는 점에 있다. 20세기 초에 양자역학과 상대성이론의 등장으로 위기를 맞는 듯했지만, 여전히 우리의 일상 세계는 데카르트와 뉴턴이 확립해 놓은 고전역학의 법칙에 따라서 움직이고 있다.

### 스피노자
스피노자는 실체를 다음과 같이 정의한다. "실체란 자신 안에 있으며, 자신에 의하여 생각되는 것이라고 이해한다. 즉, 실체는 그것의 개념을 형성하기 위해서 다른 것의 개념을 필요로 하지 않는 것이다. "자신 안에 있다는 것"은 그 자체로 존재한다는 뜻이고, "그 자체로 존재한다는 것"은 다른 것에 의존하지 않고 자립적으로 존재함을 뜻하고, "자기 자신에 의해서 생각된다는 것"은 그 개념을 형성하기 위해서 다른 어떤 것을 필요로 하지 않음을 뜻한다. 그러므로 스피노자는 실체를 다른 것에 의존하지 않는 독립적 존재로 파악하고 있음을 알 수 있다.
데카르트는 그 정의를 실체로 적용할 때, 의미를 악화시켜서 자신이 내린 정의에 충실히 따르지 않았다. 그는 실체란 "존재하기 위해서 신의 도움만을 필요로 하는 것들"이라고도 정의한다. 이는 실체 개념을 창조물에까지 확대시킨 것이다. 반면 스피노자는 자신이 내린 실체 개념을 엄격히 적용하였다. 스피노자에 따르면, 실체는 자립적 존재이기 때문에 "유한 실체"라는 말은 불합리한 개념이며, 신만이 실체라고 주장한다. "신 이외에는 어떠한 실체도 존재할 수 없으며, 또한 파악될 수도 없다"고 한 스피노자의 정리에서 잘 드러난다.
신이 어떤 존재이며, 어떤 방식으로 세계에 개입하는지에 대해서도 두 사상가는 커다란 입장 차이를 보인다. 이신론을 주장하는 데카르트의 신은 인격을 소유한 존재이다. 그러므로 세계를 자신의 의지에 따라 창조, 소멸, 심지어는 개입할 수도 있다. 반면 스피노자는 신을 그런 초월적 존재로 보지 않는다. 신의 의지에 의한 "기적"같은 것은 신의 작동 방식을 법칙으로 이해하고자 한 스피노자에게는 비합리적인 것이다.

## 종교적인 믿음
르네 데카르트의 종교적 믿음은 학계에서 엄밀히 논쟁되어 왔다. 그는 《제1 철학에 관한 성찰》(Meditationes de prima philosophia)의 목적들 중 하나가 기독교 신앙을 옹호하기 위한 것이라고 주장하면서 독실한 로마 가톨릭 신자가 되는 것을 주장했다. 하지만 그의 시대에서 데카르트는 이원론 또는 무신론을 믿은 것으로 비난받았다. 그가 말년에 비교적 사상적으로 자유로운 스웨덴으로 활동무대를 옮긴 것 또한 이러한 종교적 신념을 비난받은 것과 관련있다.
동시대의 블레즈 파스칼은 "그의 철학에서 데카르트를 용서할 수 없다. 데카르트는 신 없이 지내기 위해서 최선을 다했다. 하지만 데카르트는 신에게 손가락 움직임 하나만으로 세계를 확립하라고 재촉하는 것을 피할 수 없었지만, 그 후에 그는 신을 더 이상 필요로 하지 않았다."
스티븐 고크로져의 데카르트 전기에서는 그가 죽는 날까지 진리를 발견하기 위한 단호하고, 열정적인 열망과 함께 로마 가톨릭 교회에 깊은 종교적 믿음을 가졌다고 기술하고 있다. 데카르트가 스웨덴에서 죽은 후, 스웨덴 법에 의하면 지도자는 개신교도이어야 했기 때문에 크리스티나 여왕이 로마 가톨릭 교회로 개종하기 위해서 왕위에서 물러났는데, 로마 가톨릭 교회에 대해서 그녀가 장기적으로 접촉한 사람은 개인 지도 교사인 데카르트뿐이었다.

## 주요 저서
- 《음악개론》: Compendium Musicae, 1618년
- 《정신지도규칙》: Regulae ad directionem ingenii(Rules for the Direction of the Mind), 1626-1628년
  - 한국어 번역본: 《방법서설》의 〈정신지도규칙〉, 이현복 옮김, 문예출판사, 2019년, ISBN 978-89-310-1133-3
- 《자연의 빛에 의한 진리 탐구》: La recherche de la vérité par la lumière naturelle, 1630–1631년
  - 한국어 번역본: 《성찰》의 〈자연의 빛에 의한 진리 탐구〉, 이현복 옮김, 문예출판사 1997, ISBN 978-89-310-1133-3
- 《인간, 태아발생론》: L'Homme(Man), 1630-1633년, 1662년 출판
- 《세계론》: Le Monde(The World), 1630-1633년, 1664년 출판
- 《방법서설》: Discours de la méthode, 1637년
  - 한국어 번역본: 《방법서설》의 〈방법서설〉, 이현복 옮김, 문예출판사, 2019년, ISBN 978-89-310-1133-3
- 《기하학》: La Géométrie(Geometry), 1637년
- 《성찰》: Meditationes de prima philosophia, 1641년
  - 한국어 번역본: 《성찰》, 양진호, 옮김, 책세상출판사 2011, ISBN 89-7013-790-4
  - 한국어 번역본: 《성찰》의 〈제일철학에 관한 성찰〉, 이현복 옮김, 문예출판사 1997년, ISBN 978-89-310-0326-0
- 《철학의 원리》: Principia philosophiae 1644년
  - 한국어 번역본: 《철학의 원리》, 원석영 옮김, 아카넷, 2002년, ISBN 89-89103-83-5
- 《어떤 비방문에 대한 주석》: Notae in programma, 1647년
  - 한국어 번역본: 《성찰》의 〈프로그램에 대한 주석〉, 이현복 옮김, 문예출판사 1997년, ISBN 978-89-310-0326-0
- 《인체의 구조에 관하여》: La description du corps humain, 1648년
- 《뷔르만과의 대화》: Responsiones Renati Des Cartes(Conversation with Burman), 1648년
- 《정념론》: Les passions de l'âme, 1649년
  - 한국어 번역본: 《정념론》, 김선영 옮김, 문예출판사, 2013년 ISBN 978-89-310-0739-8
- 《음악에 관한 소고》: Musicae Compendium(Instruction in Music), 1656년, 사후 출판
- 《서한집》: Correspondance, 1657년, 클라우데 클레르슬리에(Claude Clerselier)에 의해 출판

## 같이 보기
- 코기토 에르고 숨

## 참고 및 관련 문헌
- 데카르트 『방법서설』 / 윤선구 pdf
- 데카르트 『성찰』 / 윤선구 pdf
- 이보경, 데카르트의 형이상학적 자연학, 서울대학교 석사 학위 논문, 2001
- 이성근, 데카르트의 형이상학적 회의에 대한 연구: 『성찰』을 중심으로, 서울대학교 석사 학위 논문, 2007
- 김현선, 데카르트의 "사유하는 정신": 보편학으로서 철학의 과제와 관련하여, 이화여자대학교 석사 학위 논문, 1995
- Domski, Mary, "Descartes' Mathematics", The Stanford Encyclopedia of Philosophy(Winter 2011 Edition), Edward N. Zalta(ed.),http://plato.stanford.edu/archives/win2011/entries/descartes-mathematics/
- 안광복, 철학, 역사를 만나다, 웅진지식하우스
- 르네 데카르트, 방법서설(정신 지도를 위한 규칙들), 이현복 역, 문예출판사 1997, ISBN 89-310-0327-7
- 르네 데카르트, 성찰(자연의 빛에 의한 진리 탐구, 프로그램에 대한 주석), 이현복 역, 문예출판사 1997, ISBN 89-310-0326-9
- 르네 데카르트, 성찰: 해제-르네 데카르트를 찾아서: 성찰의 시대, 시대의 성찰, 양진호 역, 해제: 양진호, 책세상 2011, ISBN 978-89-7013-790-2
- 르네 데카르트, 철학의 원리, 원석영 역, 아카넷 2002, ISBN 89-89103-83-5
- Woo, B. Hoon (우병훈) (2013). “The Understanding of Gisbertus Voetius and René Descartes on the Relationship of Faith and Reason, and Theology and Philosophy”. 《Westminster Theological Journal》 75 (1): 45–63.